# Artist Collective (lucha libre)

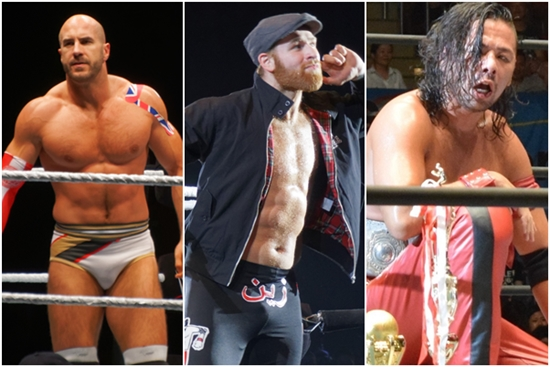
The Artist Collective fue un establo de lucha libre profesional en la WWE

The Artist Collective fue un stable de lucha libre profesional en la WWE formado por el luchador canadiense Sami Zayn, el luchador suizo Cesaro y el luchador japonés Shinsuke Nakamura.
El establo se formó como una alianza entre Zayn y Nakamura en agosto de 2019, cuando el dúo unió fuerzas ya que Zayn se convirtió en el portavoz y mánager de Nakamura y le ayudó a retener el Campeonato Intercontinental. Poco después, Cesaro se unió al grupo y comenzó a hacer equipo con Nakamura. En marzo de 2020, el stable pasó a llamarse The Artist Collective. Tras la ausencia de Zayn en televisión debido a la pandemia de COVID-19, Cesaro y Nakamura comenzaron a luchar como dúo y ganaron el SmackDown Tag Team Championship.

## Historia

### Liderazgo de Sami Zayn (2019–2020)
En el evento Extreme Rules 2019, Shinsuke Nakamura derrotó a Finn Balor para ganar el Campeonato Intercontinental. En el episodio del 20 de agosto de SmackDown, Nakamura formó una alianza con Sami Zayn durante el segmento de Miz TV, durante el cual Zayn se reveló como el portavoz oficial de Nakamura debido al débil inglés de Nakamura. Zayn ayudó a Nakamura a retener el título contra The Miz en Clash of Champions. Poco después, Cesaro se unió a Zayn y Nakamura como su aliado frecuente, ya que ocasionalmente hacía equipo con Nakamura. En el episodio del 8 de noviembre de SmackDown, Cesaro y Nakamura se unieron por primera vez como equipo y derrotaron a Ali y Shorty G en un tag team match. El dúo desafió sin éxito a The New Day (Big E y Kofi Kingston) por el SmackDown Tag Team Championship en el episodio del 29 de noviembre de SmackDown. El dúo desafió sin éxito a The New Day (Big E y Kofi Kingston) por el SmackDown Tag Team Championship en el episodio del 29 de noviembre de SmackDown. Durante el final del año, el trío comenzó a pelear con Braun Strowman, quien comenzó a perseguir el Campeonato Intercontinental de Nakamura. Perdieron ante Strowman y The New Day en un tag team match de seis hombres en el episodio del 27 de diciembre de SmackDown y Cesaro y Nakamura perdieron ante Strowman y Elias en un tag team match en el episodio del 24 de enero de 2020 de SmackDown.
Strowman se ganó un combate por el Campeonato Intercontinental contra Nakamura al derrotarlo en un combate sin título en el episodio del 10 de enero de SmackDown. En el episodio del 31 de enero de SmackDown, Nakamura perdió el título ante Strowman. En Elimination Chamber, Zayn, Cesaro y Nakamura derrotaron a Strowman en un combate de hándicap de 3 contra 1, con Zayn inmovilizando a Strowman para ganar el Campeonato Intercontinental. Poco después, Zayn comenzó un feudo con Daniel Bryan y su alumno Drew Gulak. En el episodio del 20 de marzo de SmackDown, el grupo se llamó The Artist Collective con Cesaro y Nakamura perdiendo ante Bryan y Gulak en un tag team match. La semana siguiente, en SmackDown, Gulak derrotó a Nakamura para ganarle a Bryan, un combate por el Campeonato Intercontinental contra Zayn. En WrestleMania 36, Cesaro derrotó a Gulak en el show de inicio, mientras que Zayn defendió con éxito el Campeonato Intercontinental contra Bryan, con la ayuda de Nakamura y Cesaro. Zayn desapareció de la televisión después de la defensa del título y se abstuvo de competir durante la pandemia de COVID-19.

### SmackDown Tag Team Champions (2020-2021)
Cesaro y Nakamura formaron alianzas temporales con King Corbin y Mojo Rawley durante la ausencia de Zayn. Cesaro no se clasificó para el Money in the Bank ladder match contra Daniel Bryan en el episodio del 17 de abril de SmackDown. El 12 de mayo, Zayn fue despojado del Campeonato Intercontinental y se estableció un torneo para determinar un nuevo campeón, con Nakamura perdiendo ante A.J. Styles en la ronda de cuartos de final en el episodio del 22 de mayo de SmackDown. En el episodio del 12 de junio de SmackDown, Cesaro y Nakamura derrotaron a los SmackDown Tag Team Champions New Day en un combate sin título, lo que les valió un combate por el SmackDown Tag Team Championship contra New Day en el episodio del 10 de julio de SmackDown, que terminó en un no contesta. Cesaro y Nakamura conseguirían victorias sobre Big E y Kingston en combates individuales respectivamente para conseguir otra oportunidad por el título contra New Day en un combate de mesas en The Horror Show en Extreme Rules, que ganaron Cesaro y Nakamura, comenzando así el segundo reinado de Cesaro y el primero de Nakamura con el título. Defendieron con éxito los títulos contra Lucha House Party (Gran Metalik y Lince Dorado) en el episodio del 21 de agosto de SmackDown.
Zayn regresó del parón en el episodio del 28 de agosto de SmackDown, reuniéndose con Cesaro y Nakamura en el backstage; sin embargo, Cesaro lo despidió del vestuario para que él y Nakamura pudieran tener alguna discusión por su cuenta, apartando así a Zayn del grupo. Cesaro y Nakamura continuaron con su tag team al retener el SmackDown Tag Team Championship contra Lucha House Party en Clash of Champions. Perdieron los títulos ante The New Day (Kofi Kingston y Xavier Woods) en el episodio del 9 de octubre de SmackDown. En el episodio del 16 de octubre de Smackdown se unieron con Sheamus para enfrentarse a The New Day en su combate de despedida, que perdieron En TLC: Tables, Ladders & Chairs, Artist Collective se reunió extraoficialmente como Cesaro, Nakamura y Zayn se unieron con King Corbin contra Big E, Daniel Bryan, Chad Gable y Otis en un combate de equipo de ocho hombres en un esfuerzo perdedor. En el episodio del 29 de enero de 2021 de SmackDown, Nakamura ayudó a Big E y Daniel Bryan a luchar contra Cesaro, AJ Styles y Sami Zayn, disolviendo así su equipo.

## Campeonatos y logros
- Pro Wrestling Ilustró
  - Ranked Núm. 24 de la parte superior 50 equipos de etiqueta en el PWI Equipo de Etiqueta 50 en 2020 @– Zayn, Cesaro, y Nakamura[18]
- WWE
  - WWE Campeonato intercontinental (2 tiempo) @– Nakamura (1), Zayn (1)[19]
  - WWE SmackDown Campeonato de Equipo de la etiqueta (1 tiempo) @– Cesaro y Nakamura[20]

1. ↑  Ryan Pappolla (20 de agosto de 2019). «Shinsuke Nakamura and Sami Zayn forged a frightening alliance on “Miz TV”». WWE. Consultado el 13 de septiembre de 2020.
2. ↑  Jordan Garretson (19 de julio de 2020). «Cesaro & Shinsuke Nakamura def. The New Day to become the new SmackDown Tag Team Champions (Tables Match)». WWE. Consultado el 13 de septiembre de 2020.
3. ↑  Anthony Benigno (15 de septiembre de 2019). «Intercontinental Champion Shinsuke Nakamura def. The Miz». WWE. Consultado el 13 de septiembre de 2020.
4. ↑  Doug Lackey (8 de noviembre de 2019). «WWE SmackDown Results – 11/8/19 (Tyson Fury appears, Tag Team Title match)». Wrestleview. Consultado el 13 de septiembre de 2020.
5. ↑  Roy Nemer (27 de diciembre de 2019). «WWE SmackDown Results – 12/27/19 (#1 Contender’s Triple Threat Match)». Wrestleview. Consultado el 14 de septiembre de 2020.
6. ↑  Roy Nemer (24 de enero de 2020). «WWE SmackDown Results – 1/24/20 (Final show before Royal Rumble, Six-man Tag)». Wrestleview. Consultado el 14 de septiembre de 2020.
7. ↑  H Jenkins (20 de marzo de 2020). «WWE STABLE GETS NEW NAME ON FRIDAY NIGHT SMACKDOWN». Ringside News. Consultado el 14 de septiembre de 2020.
8. ↑  Roy Nemer (20 de marzo de 2020). «WWE SmackDown Results – 3/20/20 (WrestleMania 36 details, Rob Gronkowski debuts)». Wrestleview. Consultado el 14 de septiembre de 2020.
9. ↑  «Sami Zayn on the meaning behind “The Artist Collective”: WWE’s The Bump, March 25, 2020». WWE. YouTube. 25 de marzo de 2020. Consultado el 14 de septiembre de 2020.
10. ↑  Kevin Powers (4 de abril de 2020). «Cesaro def. Drew Gulak (Kickoff Match for WrestleMania 36 Part 1)». WWE. Consultado el 14 de septiembre de 2020.
11. ↑  Bobby Melok (4 de abril de 2020). «Intercontinental Champion Sami Zayn def. Daniel Bryan». WWE. Consultado el 14 de septiembre de 2020.
12. ↑  Brent Brookhouse (5 de abril de 2020). «WWE WrestleMania 36 results, recap, grades: Huge title changes, epic special matches on unique 2020 show». CBS Sports. Consultado el 14 de septiembre de 2020.
13. ↑  Roy Nemer (3 de julio de 2020). «WWE SmackDown Results – 7/3/20 (Styles vs. Gulak for the Intercontinental Title)». Wrestleview. Consultado el 14 de septiembre de 2020.
14. ↑  Roy Nemer (17 de julio de 2020). «WWE SmackDown Results – 7/17/20 (AJ Styles vs. Matt Riddle for the Intercontinental Title)». Wrestleview. Consultado el 14 de septiembre de 2020.
15. ↑  Jason Powell (19 de julio de 2020). «WWE Extreme Rules results: Powell’s review of Seth Rollins vs. Rey Mysterio in An Eye For An Eye match, WWE Universal Champion Braun Strowman vs. Bray Wyatt in a non-title Swamp Fight, Asuka vs. Sasha Banks for the Raw Women’s Championship, Drew McIntyre vs. Dolph Ziggler for the WWE Championship». Pro Wrestling Dot Net. Consultado el 14 de septiembre de 2020.
16. ↑  Roy Nemer (21 de agosto de 2020). «WWE SmackDown Results – 8/21/20 (ThunderDome premiere, two championship matches)». Wrestleview. Consultado el 14 de septiembre de 2020.
17. ↑  Barnett, Jake (29 de enero de 2021). «1/29 WWE Friday Night Smackdown results: Barnett’s review of Roman Reigns and Kevin Owens in a war of words, Bianca Belair vs. Bayley, the final push for the Royal Rumble». Pro Wrestling Dot Net. Consultado el 30 de enero de 2021.
18. ↑  «PWI Top 50 Tag Team 2020 List». wrestlingtravel.org. Archivado desde el original el 9 de julio de 2021. Consultado el 25 de febrero de 2021.
19. ↑  «WWE Intercontinental Championship». World Wrestling Entertainment (WWE).
20. ↑  «WWE SmackDown Tag Team Championship». World Wrestling Entertainment (WWE).

- Datos: Q97290892